# اقتصاد حملي
الاقتصاد الحملي هو مجال ناشئ من الاستقصاءات الاقتصادية يركز على إعادة بناء وإعادة تشكيل الاقتصادات في الدول بعد الحروب أو بعد نكبات بالكوارث.
قُدّم المصطلح لأول مرة عام 2010 في مقال كتبه كارل شرام، الرئيس السابق والرئيس التنفيذي لمؤسسة إيوينج ماريون كوفمان. يركز هذا المبدأ على الحاجة إلى تخطيط اقتصادي جيّد تضعه الدول المتقدمة للمساعدة في منع تحول دول أخرى لدول فاشلة، كما تؤكد على الحاجة إلى هيكلة الشركات الجديدة لإعادة بناء الاقتصادات الوطنية.
منذ ذلك الحين، استخدمت الحكومة الأمريكية والجيش الأمريكي هذه النظرية لإعادة هيكلة اقتصادات دول مثل العراق وأفغانستان، ولمساعدة هاييتي بعد تعرضها للزلزال المدمر. الهدف هنا هو توفير استقرار اقتصادي ودعم مساعي مكافحة التمرد أو العصيان في مثل هذه الدول.

## التاريخ والنظرية
يجب أن يركز الاقتصاد الحملي والجيوش الحملية على تعزيز روح المبادرة و «الرأسمالية الفوضوية» التي تسود الولايات المتحدة. يصف الاقتصاد الحملي الاستراتيجية التي يعتمدها الاقتصاديون لإنشاء مسار سريع للنمو الاقتصادي على أنها تأسيس للشركات التي يمكن أن تولد نموًا سريعًا في الإيرادات وفرص العمل. كما طُلب من الجيش الأمريكي «معاملة إعادة الإعمار الاقتصادي كجزء من أي إستراتيجية ثلاثية الجوانب ناجحة تتمثل في الغزو وتحقيق الاستقرار أو التهدئة وإعادة الإعمار الاقتصادي.
أكد البنتاغون أنه طبق النظرية «كسلاح» لتحقيق الاستقرار في العمليات بالبلدان التي شهدت نزاعًا سابقًا مثل العراق وأفغانستان، وخطط لإجراءات مختلفة ستدخل حيز التنفيذ بمجرد مغادرة الجيش الأمريكي لتلك البلاد. مع ذكر خاص لإيران وأفغانستان، تشير التقارير إلى تخصيص موارد كبيرة لمثل هذه الجهود على مدار العقد الماضي، إذ أنفقت مئات المليارات من الدولارات في البلدين. تعتمد النظرية إلى حد كبير على ديناميكية الشركات الجديدة التي تقدم باستمرار ابتكاراتٍ في عالم الاقتصاد. إن التعهدات الأخيرة لحكومة الولايات المتحدة جعلت من تقديرها أن إعادة الإعمار الاقتصادي بعد انتهاء الصراع يجب أن تصبح اختصاصًا أساسيًا للجيش الأمريكي. ومع ذلك، فإن أفعالهم بعيدةٌ عن هذا المبدأ.

## الانتقادات
كان هناك انتقادات واسعة للنظرية، خاصة فيما يتعلق بضرورة قيام الجيش الغازي بتنفيذها. تساءل العديد من الاقتصاديين عن إمكانية قيام دولة أخرى بتطبيقها بعد انتهاء الصراع المسلّح. كما كانت هناك تساؤلات حول ما إذا كان ينبغي أن يتحمل الجيش الأمريكي المسؤولية أو أنه من الأفضل تلزيم المهمة لمؤسسات القطاع الخاص أو لإدارات أخرى تابعة للحكومة الأمريكية غير الجيش. لا يقدم الدليل الميداني لعمليات استقرار الجيش الأمريكي (نُشر عام 2009) أي إرشادات متصلة بالدور الذي يجب أن تلعبه التنمية الاقتصادية في إستراتيجية الولايات المتحدة لما بعد انتهاء الصراع أو كيفية المساعدة في بناء اقتصادات ديناميكية قابلة للنمو. ومع ذلك، فإن مقاربة حلف شمال الأطلسي المفضلة والمتمثلة بتطهير الأرض ثم التركّز فيها والاحتفاظ بها ليصار إلى بنائها في المرحلة الثالثة، تشمل أنشطة هجومية وأخرى دفاعية وأخرى تهدف لتحقيق الاستقرار وتمكين المنطقة من النهوض، وهذه هي مبادئ الاقتصاد الحملي.